# Си, Эйлин
Эйлин Си (англ. Eileen Seigh; род. 1928) – бывшая американская фигуристка.  Бронзовый призёр чемпионата США 1947 года. Участница Олимпийских игр в Санкт-Морицe.

## Биография
Эйлин родилась 27 декабря 1928 года в Нью-Йорке.
Наибольших успехов в карьере добилась в 1947 году, став третьей на национальном первенстве, где она уступила лишь Гретхен Мэрил  и Джанет Айренс, и 4-й на чемпионате мира.  	На следующий год оказалась среди участников зимней Олимпиады, но там выступила неудачно, не попав даже в 10-ку (11-е место).
Затем она ушла из любительского спорта и профессионально каталась на Бродвее в ледовых шоу. Позднее Си преподавала катание на коньках в отеле «Бродмур» в Колорадо-Спрингс. Там одним из её учеников в начале 1952 года был Пит Хоннен. Молодые люди    поженились в декабре того же года.  Пит  управлял компанией по производству тяжёлого оборудования  Honnen Equipment, которая была пионером в строительной отрасли в Колорадо и ведущим региональным дистрибьютором фирм John Deere и Grove Cranes.